# St. Petrus (Lüftelberg)

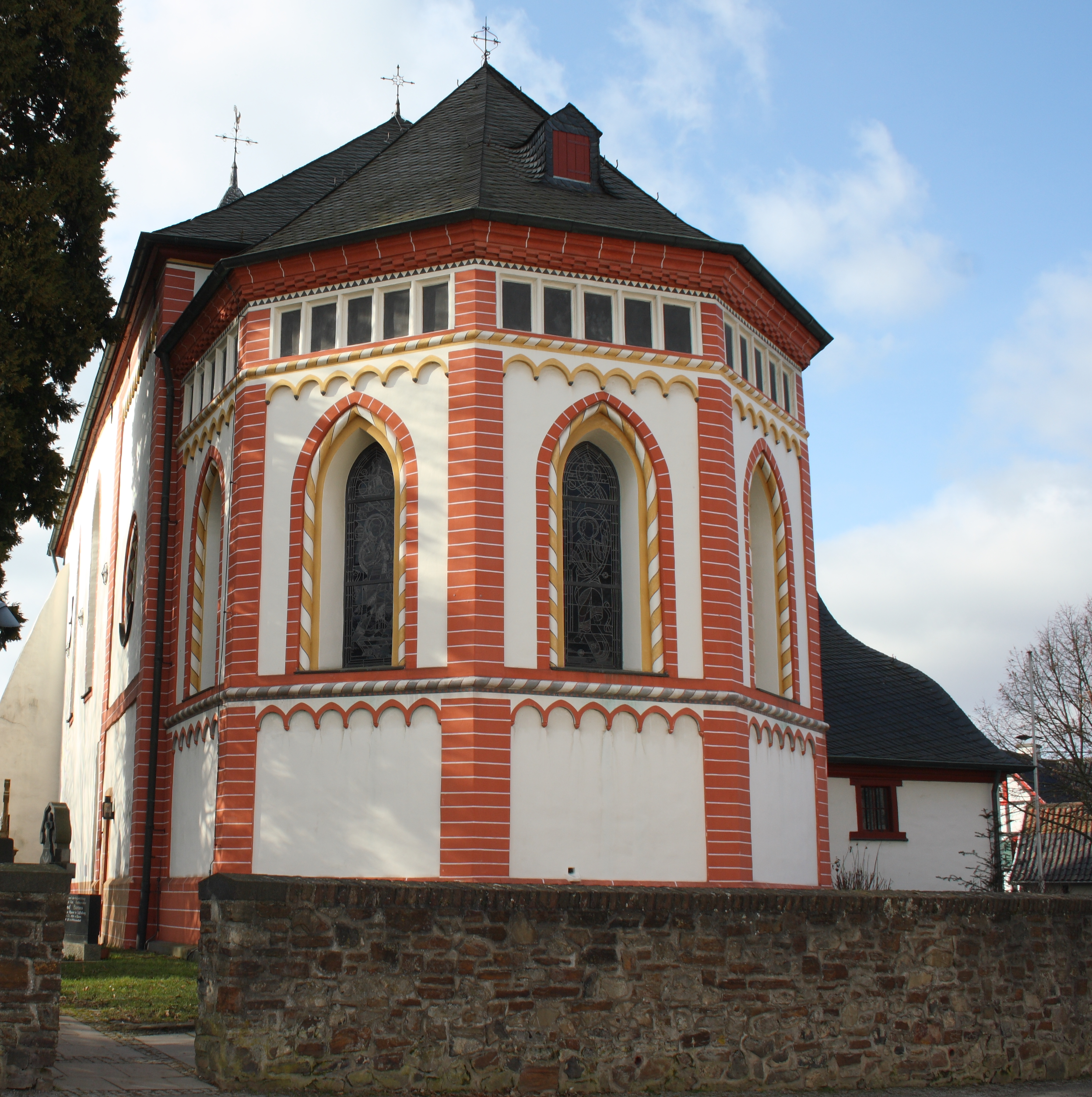
Chor von St. Petrus

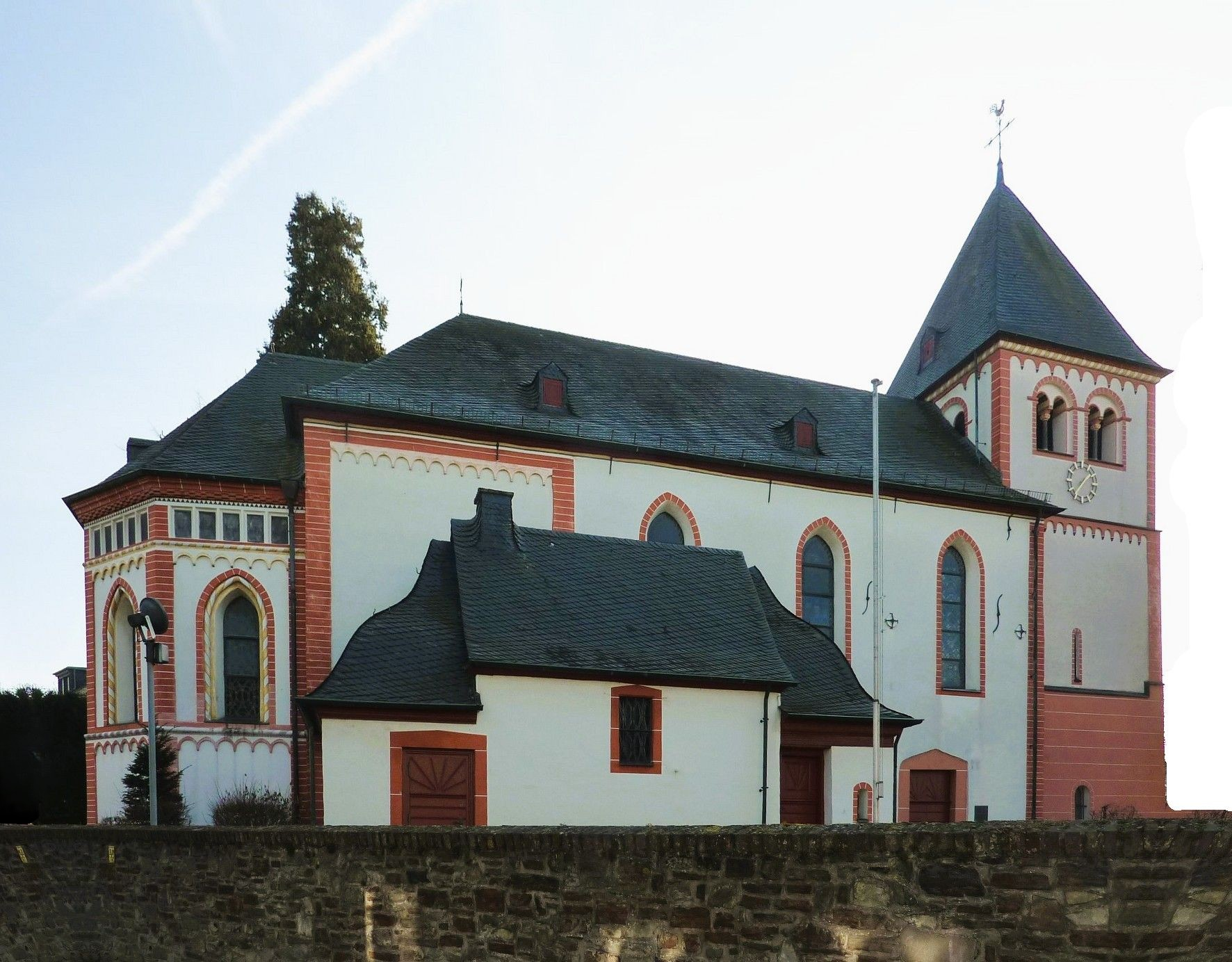
Ansicht von Norden

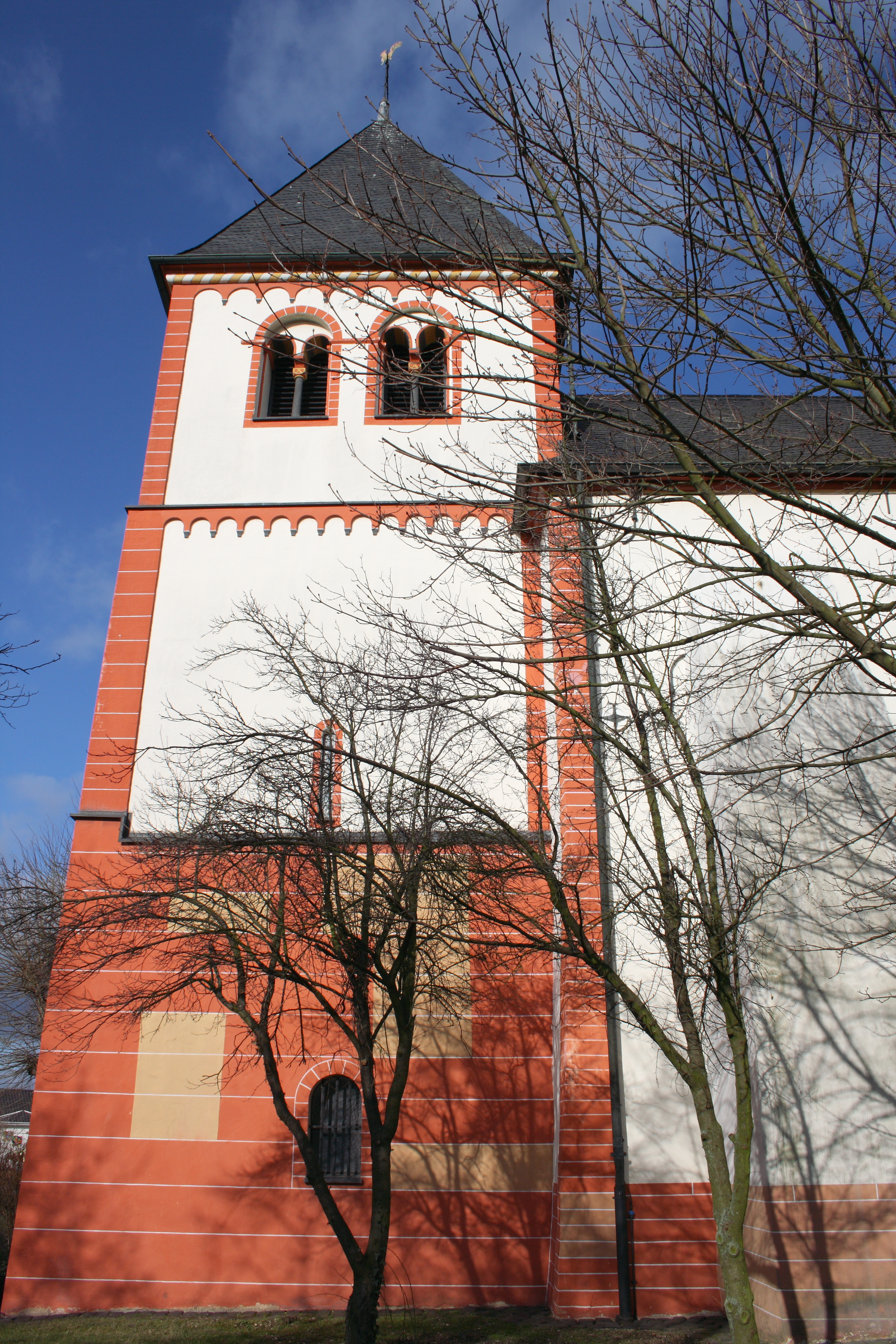
Westturm von St. Petrus

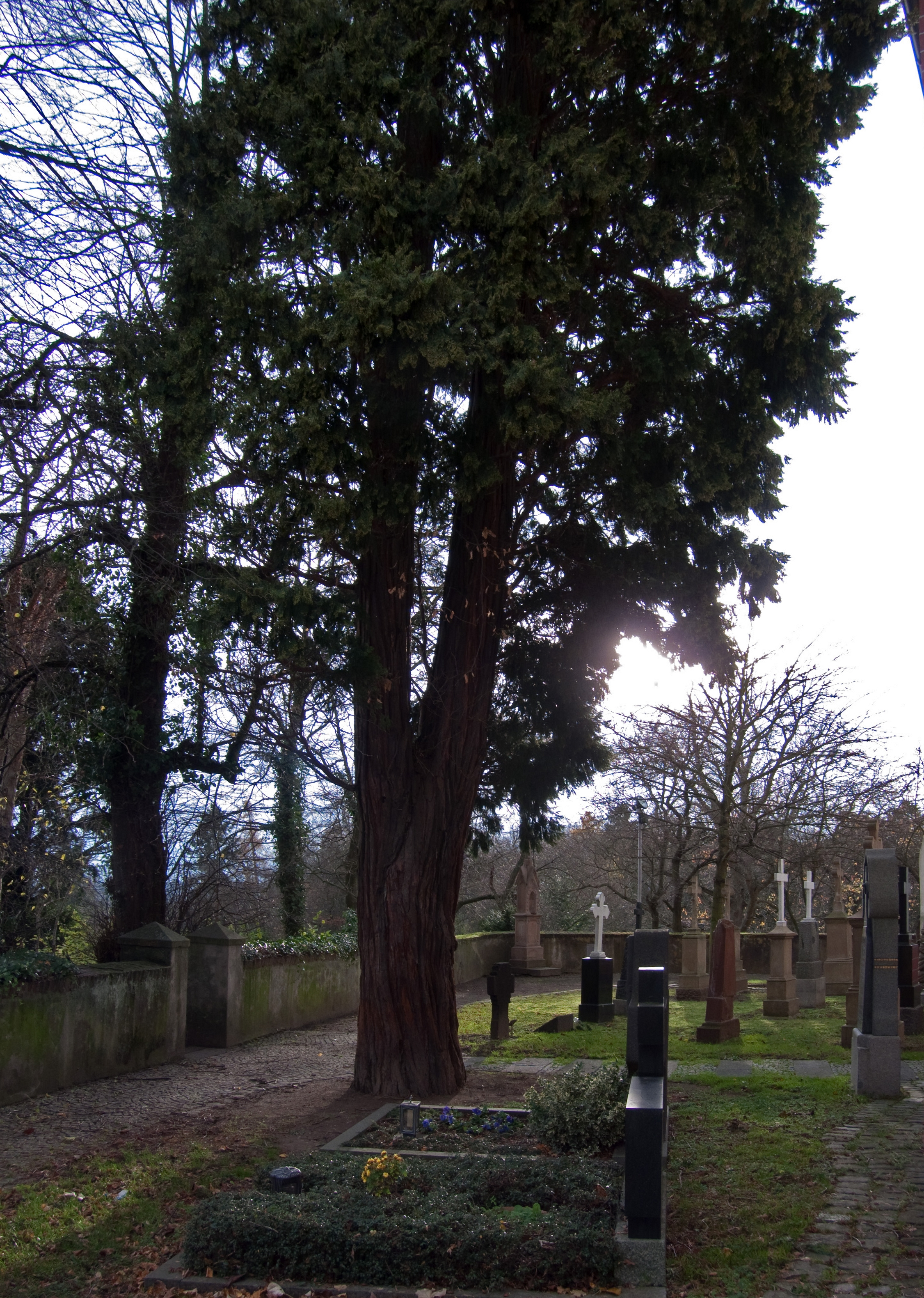
Kirchhof von St. Petrus

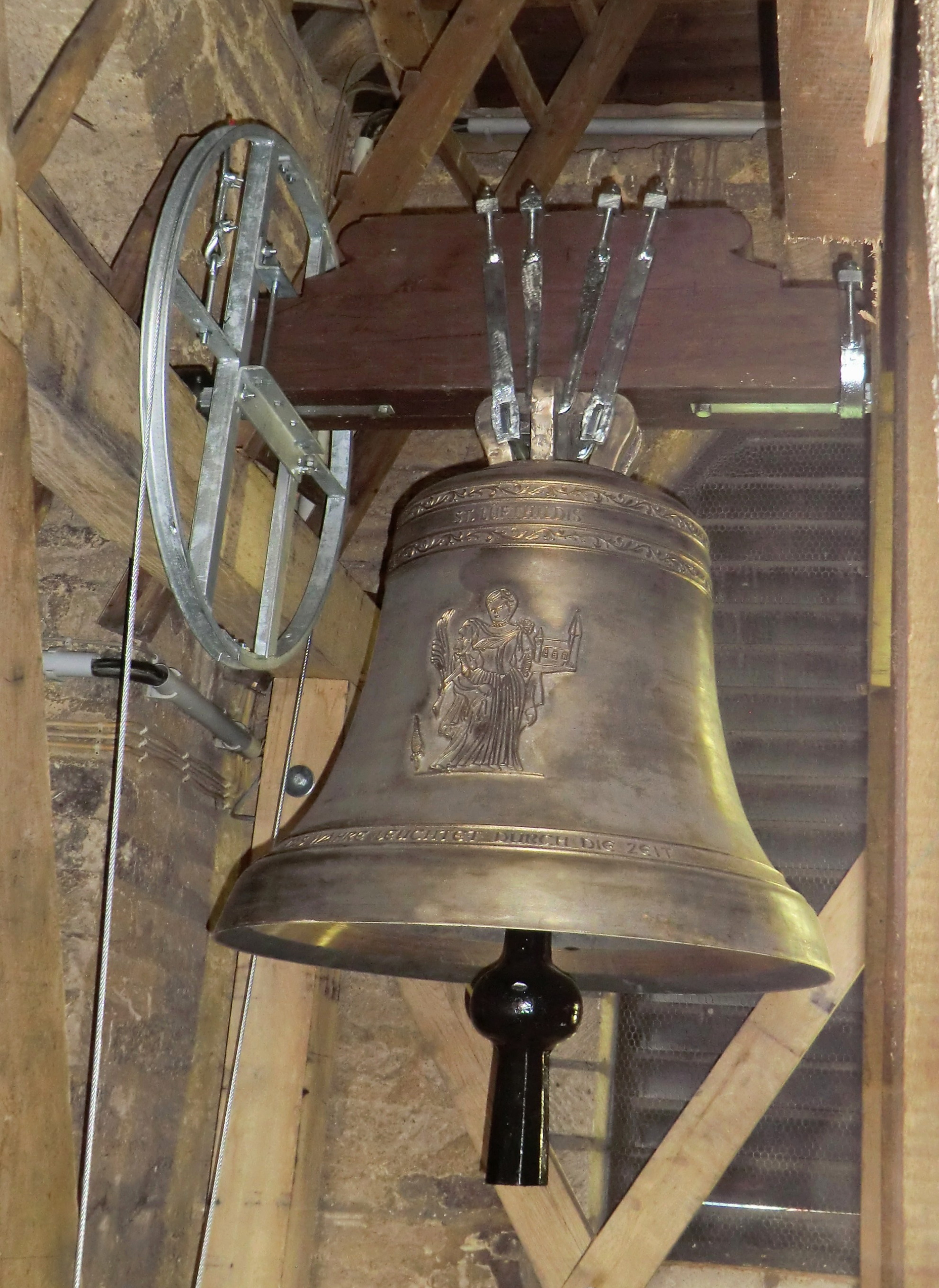
Lüfthildisglocke in St. Petrus in Lüftelberg (2013)

St. Petrus ist eine römisch-katholische Pfarrkirche in Lüftelberg, einem Stadtteil von Meckenheim in Nordrhein-Westfalen. Die Kirche ist ein geschütztes Kulturdenkmal. Die Pfarrgemeinde St. Petrus bildet mit St. Jakobus Ersdorf, St. Johannes Meckenheim, St. Michael Merl und St. Martin Rheinbach-Wormersdorf die Pfarreiengemeinschaft Meckenheim im Kreisdekanat Rhein-Sieg-Kreis im Erzbistum Köln.

## Geschichte
Bereits in fränkischer Zeit bestand in Lüftelberg eine Burg mit Burgkapelle, die das Patrozinium des heiligen Petrus trug. Die ältesten Teile der heutigen Kirche sind das Untergeschoss des Westturmes und die Wände des Langhauses. Der Turmunterbau aus Bruchsteinen mit bündiger Eckquaderung aus Trachyt wird ins 11./12. Jahrhundert datiert.
Nach 1350 wurde der Chor und das Vorchorjoch vollendet und danach das Langhaus mit einem Gewölbe errichtet.

## Heilige Lüfthildis
St. Peter in Lüftelberg ist als Wallfahrtskirche ein Zeugnis der heiligen Lüfthildis. Der Erzbischof und Kurfürst von Köln, Ferdinand von Bayern, ließ im Jahre 1623 eine Erhebung der Gebeine der heiligen Lüfthildis vornehmen. Am 1. Juni 1623 wurde das Grab der heiligen Lüfthildis geöffnet und die Gebeine feierlich erhoben. Danach ließ der Kölner Erzbischof an der Stelle des Grabes ein Hochgrab aus Marmor errichten. Im 17. Jahrhundert nahm die Lüfthildisverehrung stark zu und Lüftelberg bekam als Wallfahrtsort überregionale Bedeutung.
Bei der um 1970 erfolgten Restaurierung der Kirche wurde an der Stelle des Hochgrabes eine Gedenktafel in den Boden eingelassen und das Hochgrab bekam in der Kapelle neben der Sakristei als Altar einen neuen Platz. Die Gebeine der Heiligen befinden sich heute in einer Stele über dem Hauptaltar.

## Orgel
Anfang des 20. Jahrhunderts wurde von dem in Lüftelberg geborenen Begründer der Orgelbauwerkstatt Klais, Johannes Klais (1852–1925), eine neue Orgel in der Kirche eingebaut. Der alte barocke Orgelprospekt wurde bewahrt. Es trägt das Opus 1530.
| I Hauptwerk   |       |
| Rohrflöte     | 8′    |
| Principal     | 4′    |
| Flaut travers | 2′    |
| Mixtur IV     |       |
| Larigot       | 1 ⁄3′ |
| Cromorne      | 8′    |

| II Brustwerk |    |
| Holzgedackt  | 8′ |
| Rohrflöte    | 4′ |
| Principal    | 2′ |
| Carillon II  |    |

| Pedal   |     |
| Subbass | 16′ |
| Pommer  | 8′  |

- Koppeln:
  - Normalkoppeln: II/I, I/P, II/P

## Glocken
Im Turm von St. Petrus befinden sich 4 Glocken.

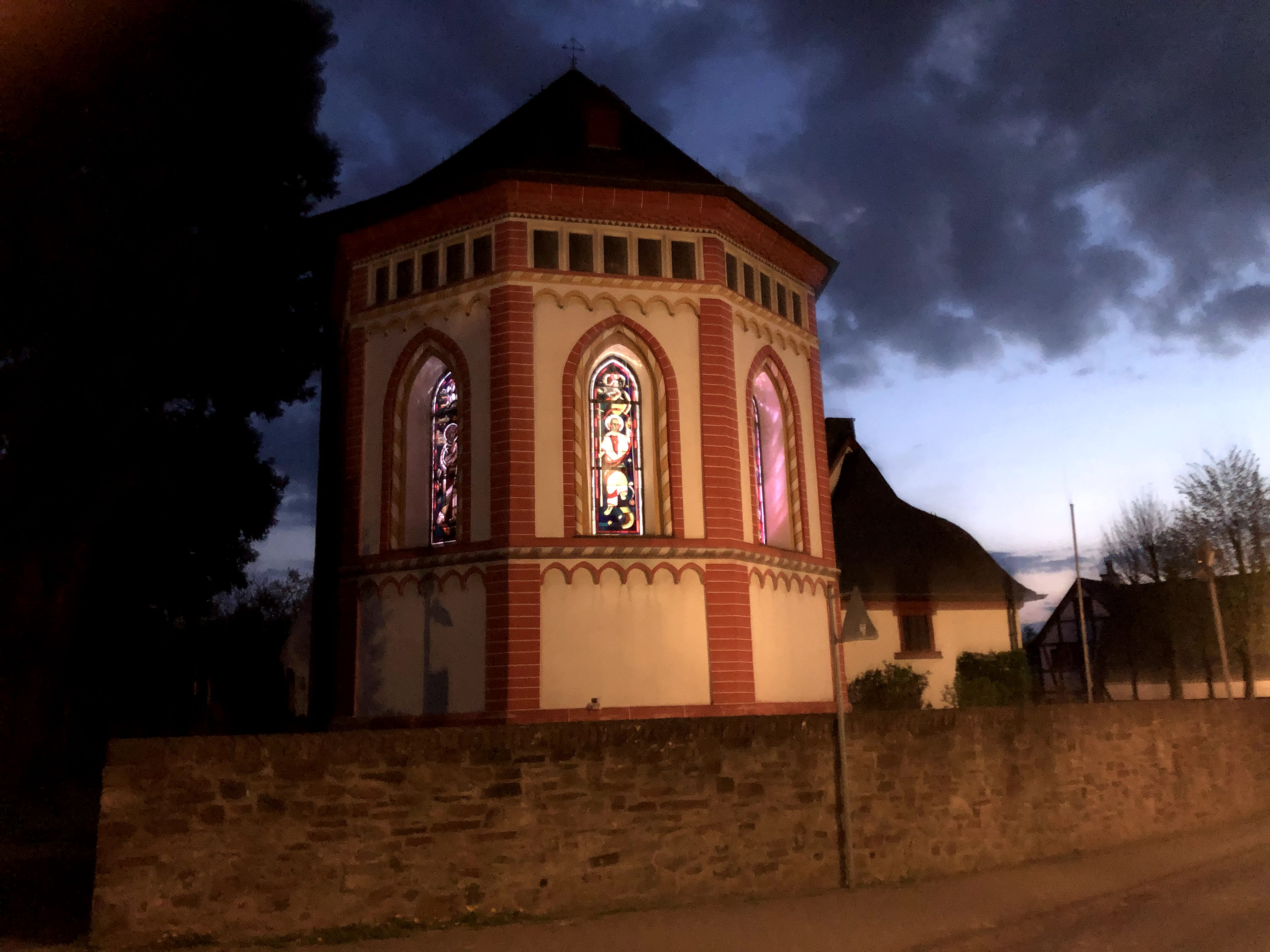
Ab Palmsonntag 2020 waren die Kirchenfenster für mehrere Wochen abends beleuchtet.

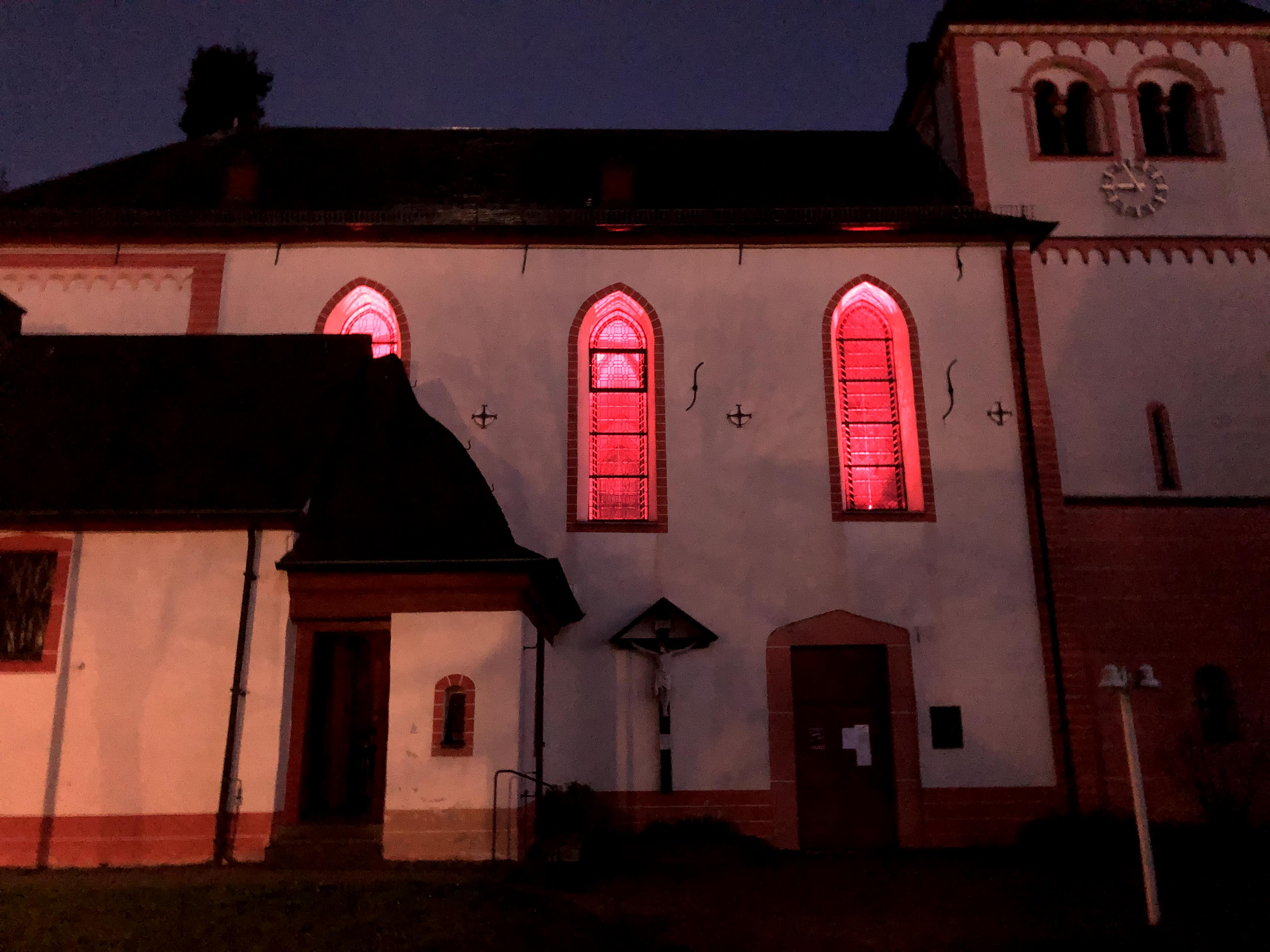
Kirchenschiff

| Nr. | Name                  | Gussjahr | Gießer                                    | Durchmesser (mm) | Masse (kg) | Schlagton (HT-1/16) | Inschrift |
| 1   | Maria                 | 1514     | Johan van Alfter                          | 1165             | 850        | f1 +7               | MARIA HEISCHEN ICH IN DE EIR GOTZ LUIDEN ICH WER MICH HUIRD DER BEID SICH DEN DUVEL VER DRIVEN ICH JOHAN VAN ALFTER GOUIS IM IAER UNS HERRN MCCCCCXIIII                  |
| 2   | Petrus                | 1538     | Johan van Collen                          | 1027             | 700        | g1 +1               | PETRUS HEISEN ICH TZO GOTZ DEINST ROIFFEN ICH BLIX DONER WERDRIVEN ICH DE DODEN BESCHRIEN ICH JOHAN VAN COLLEN GUIS MICH ANNO D[omini] MVCXXXVIII                        |
| 3   | Joseph und Lüfthildis | 1791     | Willibrord Stoky                          | 925              | 500        | g1 +7               | IOSEPHUS CLEMENS, SINGULARIS BENEFACTOR, ET AUGUSTA ELISABETHA DE LOMBECK, NATA DE DIENHEIM PATRINI * SOLI DEO, IN HONOREM SANCTI IOSEPHI ET BEATAE LUEFTILDIS ANNO 1791 |
| 4   | Lüfthildis            | 2013     | Eifeler Glockengießerei Mark, Brockscheid | 860              | 380        | b1 +7               | St. Lüfthildis * Schutzpatronin steh uns bei * Das Wahre leuchtet durch die Zeit * Lüftelberg 2013                                                                       |

## Sonstiges
- Seit 1981 finden in Lüftelberg Theateraufführungen statt. Die Lüfthildis-Mysterienspiele sind jedes Jahr Anfang Juni – in der Festoktav der heiligen Lüfthildis – meist in der Kirche. Daher haben die Stücke überwiegend den Charakter von Mysterienspielen. Sie behandeln historische Themen oder das Leben von Heiligen. Die meisten wurden verfasst von dem Lüftelberger Lehrer Kurt Faßbender († 2016), viele Darsteller wohnen in Lüftelberg oder in der Region. Träger ist der Theaterverein Lüfthildis Mysterienspiele e. V.[2]
- Ab Palmsonntag, dem 4. April 2020 bis Mitte Mai wurde die Kirche für mehrere Wochen von innen her beleuchtet. Die Aktion als Kontrast zu den Alltagseinschränkungen wegen der Corona-Pandemie, als auch zu Ostern keine Gottesdienste in der Kirche stattfinden konnten, stand unter dem Motto „Hoffnung des Lichtes“. Die Aktion wird seit den unregelmäßig wiederholt.[3][4]